# Shizukanaru kettō
Shizukanaru kettō (Japans: 静かなる決闘, "De stille tweekamp") is een Japanse film uit 1949 van Akira Kurosawa. Het is de tweede van zestien films waarin Kurosawa samenwerkt met acteur Toshiro Mifune, en zijn enige film gebaseerd op een toneelstuk.

## Verhaal
Tijdens de Tweede Wereldoorlog loopt de jonge en idealistische arts Kyoji Fujisaki syfilis op als hij een patiënt behandelt tijdens een operatie in een veldhospitaal. Thuisgekomen besluit hij de verloving met zijn geliefde af te zeggen vanwege deze seksueel overdraagbare aandoening, zonder zijn reden kenbaar te maken.
Terwijl hij zijn ziekte met goede vooruitzichten behandelt, ontmoet hij in het ziekenhuis waar hij werkt de soldaat die hem aangestoken had. Verrast stelt hij vast dat die roekeloos de ziekte aan zijn vrouw en hun ongeboren kind overgedragen heeft. Slechts de vrouw is nog op tijd om met een behandeling te beginnen.

## Rolverdeling
| Acteur             | Personage                         |
| ------------------ | --------------------------------- |
| Toshiro Mifune     | Dr. Kyoji Fujisaki                |
| Miki Sanjo         | Misao Matsumoto                   |
| Takashi Shimura    | Dr. Konosuke Fujisaki             |
| Kenjiro Uemura     | Susumu Nakada                     |
| Isamu Yamaguchi    | Patrolman Nosaka                  |
| Noriko Sengoku     | Rui Minegishi                     |
| Chieko Nakakita    | Takiko Nakada                     |
| Kenichi Miyajima   | dealer                            |
| Masateru Sasaki    | soldaat                           |
| Seiji Izumi        | politieman                        |
| Tadashi Date       | vader van jongen met appendicitis |
| Shigeyuki Miyajima | officier                          |